# Arrête avec tes mensonges
Arrête avec tes mensonges est un roman autobiographique de l'écrivain Philippe Besson paru en janvier 2017 aux éditions Julliard.

## Résumé
L'auteur aperçoit dans le hall d'un hôtel une silhouette qu'il croit reconnaître, celle d'un garçon avec qui il a eu une relation amoureuse compliquée dans sa jeunesse. Cette coïncidence extraordinaire (qui ne sera expliquée qu'à la fin du livre) est l'évènement déclencheur qui va faire remonter à la surface les souvenirs. C'était à Barbezieux, lors de l'hiver 1984 ; l'auteur et narrateur, pour la première fois, tombait éperdument amoureux d'un camarade de lycée. Ils ont 17 ans, c’est l’année du bac et leur amour différemment partagé va durer 6 mois après quoi chacun poursuivra sa vie selon une destinée différente.

## Prix et distinctions
- 2017 : 
  - Prix Psychologies du Roman inspirant[2]
  - Prix Maison de la Presse[3]
  - Finaliste du Prix Orange du Livre[4]
  - Finaliste du Prix Blù Jean-Marc Roberts[5]

## Traductions
Le roman a été traduit en anglais en 2019 par l'actrice américaine Molly Ringwald.

## Adaptations

### Théâtre
En octobre 2020, les co-directeurs du théâtre du Point du Jour à Lyon, Angélique Clairand et Éric Massé, proposent une adaptation théâtrale du livre de Philippe Besson. La pièce est ensuite jouée en janvier 2023 au théâtre de la Tempête à Paris.

### Cinéma
Olivier Peyon réalise la première adaptation cinématographique du roman. Le film Arrête avec tes mensonges sort le 22 février 2023.